# Azilia
- Commons
- Wikispecies

Azilia é um género botânico pertencente à família Apiaceae. É endêmica do Irão.